# Ghost in the Shell 2: Innocence - Music Video Anthology
Ghost in the Shell 2: Innocence - Music Video Anthology è una raccolta di video musicali, sette tracce prese dalla colonna sonora di Ghost in the Shell 2 - Innocence (イノセンス?, Inosensu) accompagnate dai paesaggi in computer grafica tratti dal lungometraggio.
Nel DVD è inoltre presente un'intervista al compositore Kenji Kawai mentre nel cofanetto vi è anche il CD audio della colonna sonora integrale (12 tracce).
Ghost in the Shell 2: Innocence - Music Video Anthology è distribuito in Giappone e negli Stati Uniti da Bandai, in Europa dalla francese Beez Entertainment. Ne è stata distribuita un'edizione speciale con il cofanetto in metallo lavorato a sbalzo.